# کوه گروت
کوه گروت (به صربی: Grot) یک کوه در صربستان است که در Southern Serbia واقع شده‌است. کوه گروت ۱٬۳۲۷ متر بالاتر از سطح دریا واقع شده‌است.